# Campeonato Paraguayo de Fútbol 1993
El Campeonato Paraguayo de Fútbol 1993 de la primera división de Paraguay fue el octagésimo tercer campeonato de primera división organizado por la Asociación Paraguaya de Fútbol (APF).
Finalmente, Olimpia se consagró campeón por 33.ª vez en su historia tras estar ubicado en el primer puesto antes de una polémica suspensión al campeonato antes de su conclusión.

## Sistema de competición
El modo de disputa implementado fue el de tres fases: las dos primeras con los 12 clubes con el sistema de todos contra todos a una vuelta, es decir a once jornadas; y de la fase final, donde clasifican los cuatro mejores ubicados en cada fase. Si un mismo equipo se ubicara entre los cuatro mejores en cada fase, clasificará entonces el equipo con mayor puntaje acumulado entre las dos fases, fuera de los ya clasificados.

## Relevo anual de clubes
| Ascendidos a primera división                          |
| ------------------------------------------------------ |
| Sport Colombia (Campeón de la Primera de Ascenso 1992) |

| Descendidos a Primera de Ascenso                |
| ----------------------------------------------- |
| San Lorenzo (Equipo con peor puntaje acumulado) |

## Equipos participantes
| Equipo           | Ciudad              | Estadio                  | Capacidad |
| ---------------- | ------------------- | ------------------------ | --------- |
| Cerro Corá       | Asunción            | General Andrés Rodríguez | 6.000     |
| Cerro Porteño    | Asunción            | General Pablo Rojas      | 32.910    |
| Colegiales       | Asunción            | Luciano Zacarías         | 15.000    |
| Guaraní          | Asunción            | Rogelio Livieres         | 6.000     |
| Libertad         | Asunción            | Dr. Nicolás Leoz         | 10.000    |
| Nacional         | Asunción            | Arsenio Erico            | 4.000     |
| Olimpia          | Asunción            | Manuel Ferreira          | 15.000    |
| Presidente Hayes | Asunción            | Kiko Reyes               | 5.000     |
| River Plate      | Asunción            | River Plate              | 5.000     |
| Sport Colombia   | Fernando de la Mora | Alfonso Colmán           | 7.000     |
| Sportivo Luqueño | Luque               | Feliciano Cáceres        | 25.000    |
| Sol de América   | Villa Elisa         | Luis Alfonso Giagni      | 5.000     |

## Primera fase

### Clasificación
| Pos. | Equipos          | PJ | PG | PE | PP | GF | GC | Dif. | Pts. |
| ---- | ---------------- | -- | -- | -- | -- | -- | -- | ---- | ---- |
| 1.   | Olimpia          | 11 | 6  | 5  | 0  | 19 | 4  | 15   | 17   |
| 2.   | Cerro Porteño    | 11 | 7  | 3  | 1  | 16 | 6  | 10   | 17   |
| 3.   | Guaraní          | 11 | 5  | 4  | 2  | 16 | 11 | 5    | 14   |
| 4.   | Sportivo Luqueño | 11 | 4  | 4  | 3  | 15 | 13 | 2    | 12   |
| 5.   | Presidente Hayes | 11 | 5  | 1  | 5  | 14 | 11 | 3    | 11   |
| 6.   | Nacional         | 11 | 2  | 7  | 2  | 12 | 14 | -2   | 11   |
| 7.   | Cerro Corá       | 11 | 3  | 5  | 3  | 11 | 9  | 2    | 11   |
| 8.   | Sol de América   | 11 | 2  | 5  | 4  | 12 | 17 | -5   | 9    |
| 9.   | Colegiales       | 11 | 2  | 5  | 4  | 12 | 17 | -5   | 9    |
| 10.  | River Plate      | 11 | 3  | 2  | 6  | 8  | 12 | -4   | 8    |
| 11.  | Libertad         | 11 | 2  | 3  | 6  | 7  | 15 | -8   | 7    |
| 12.  | Sport Colombia   | 11 | 1  | 4  | 6  | 6  | 19 | -13  | 6    |

 Pos=Posición; PJ=Partidos jugados; PG=Partidos ganados; PE=Partidos empatados; PP=Partidos perdidos; GF=Goles a favor; GC=Goles en contra; Dif=Diferencia de goles; Pts=Puntos
1. 1 2  Olimpia y Cerro Porteño empataron en la primera posición al terminar la primera fase, por lo que jugaron un partido de desempate para determinar el primer puesto (y la bonificación). Tras empatar 0:0, lo ganó Olimpia 5:4 en tanda de penales.

|  |                              |
|  | Bonificados en la fase final |

## Segunda fase

### Clasificación
| Pos. | Equipos          | PJ | PG | PE | PP | GF | GC | Dif. | Pts. |
| ---- | ---------------- | -- | -- | -- | -- | -- | -- | ---- | ---- |
| 1.   | Olimpia          | 11 | 8  | 3  | 0  | 20 | 4  | 16   | 19   |
| 2.   | Colegiales       | 11 | 6  | 2  | 3  | 14 | 6  | 8    | 14   |
| 3.   | Cerro Porteño    | 11 | 4  | 4  | 3  | 10 | 5  | 5    | 12   |
| 4.   | River Plate      | 11 | 6  | 0  | 5  | 10 | 8  | 2    | 12   |
| 5.   | Nacional         | 11 | 4  | 4  | 3  | 10 | 10 | 0    | 12   |
| 6.   | Guaraní          | 11 | 4  | 3  | 4  | 11 | 15 | -4   | 11   |
| 7.   | Cerro Corá       | 11 | 4  | 3  | 4  | 15 | 13 | 2    | 11   |
| 8.   | Sportivo Luqueño | 11 | 3  | 4  | 4  | 12 | 17 | -5   | 10   |
| 9.   | Presidente Hayes | 11 | 4  | 1  | 6  | 13 | 19 | -6   | 9    |
| 10.  | Sport Colombia   | 11 | 3  | 2  | 6  | 9  | 12 | -3   | 8    |
| 11.  | Libertad         | 11 | 2  | 4  | 5  | 6  | 11 | -5   | 8    |
| 12.  | Sol de América   | 11 | 1  | 4  | 6  | 10 | 19 | -9   | 6    |

 Pos=Posición; PJ=Partidos jugados; PG=Partidos ganados; PE=Partidos empatados; PP=Partidos perdidos; GF=Goles a favor; GC=Goles en contra; Dif=Diferencia de goles; Pts=Puntos
|  |                              |
|  | Bonificados en la fase final |

## Fase final
Los 4 mejores ubicados de la primera y segunda fase clasificaron al Torneo Metropolitano, que definiría el campeonato. Debido a que Olimpia y Cerro Porteño finalizaron en los 4 mejores puestos en ambas fases, el séptimo lugar y el octavo lugar fueron tomados por los mejores ubicados en la tabla acumulativa fuera de los ya clasificados, Nacional y Cerro Corá.
Los contendientes fueron beneficiados con puntos de bonificación, conforme a la posición en la que finalizaron las anteriores instancias, sumándose los puntos de bonificación obtenidos en cada fase. Obtuvieron extras 2, 1, 0.75 y 0.5 el primer, segundo, tercer, cuarto respectivamente. Nacional y Cerro Corá no recibieron puntos de bonificación, debido a que no finalizaron entre los 4 mejores en alguna fase.

### Clasificación
| Pos. | Equipos          | PJ | PG | PE | PP | GF | GC | Dif. | Bon.     | Pts. |
| ---- | ---------------- | -- | -- | -- | -- | -- | -- | ---- | -------- | ---- |
| 1.   | Olimpia          | 3  | 2  | 1  | 0  | 7  | 3  | 4    | 2+2      | 9    |
| 2.   | Cerro Porteño    | 3  | 2  | 0  | 1  | 7  | 5  | 2    | 1.5+0.75 | 6.25 |
| 3.   | Guaraní          | 3  | 1  | 2  | 0  | 3  | 2  | 1    | 0.75+0   | 4.75 |
| 4.   | Sportivo Luqueño | 3  | 1  | 2  | 0  | 4  | 2  | 2    | 0.5+0    | 4.5  |
| 5.   | River Plate      | 3  | 0  | 2  | 1  | 3  | 5  | -2   | 0+0.5    | 2.5  |
| 6.   | Colegiales       | 3  | 0  | 1  | 2  | 1  | 4  | -3   | 0+1      | 2    |
| 7.   | Cerro Corá       | 3  | 0  | 2  | 1  | 4  | 5  | -1   | 0+0      | 2    |
| 8.   | Nacional         | 3  | 0  | 2  | 1  | 2  | 5  | -3   | 0+0      | 2    |

 Pos=Posición; PJ=Partidos jugados; PG=Partidos ganados; PE=Partidos empatados; PP=Partidos perdidos; GF=Goles a favor; GC=Goles en contra; Dif=Diferencia de goles; Pts=Puntos

### Suspensión del campeonato
El torneo fue suspendido cuando se habían disputado solo 3 de las 7 fechas que debía tener la fase final, a pedido de Cerro Porteño. Esto, debido a diversos motivos, entre ellas, la consagración del equipo de Olimpia en su propia cancha

En principio, el partido de Olimpia contra Colegiales tuvo que ser cancelado porque desconocidos cavaron hoyos en el campo de juego (justamente, la cancha de su archirrival), aunque se sospechó de que podrían haber sido integrantes de la barra de Cerro Porteño. Luego el mismo club Cerro presentó un recurso judicial para detener el campeonato alegando la existencia de anomalías. Puesto que además del hecho citado, existía una duda con respecto a que la participación de Cerro Corá en la fase final fuera legal.
En la primera etapa del torneo, Sport Colombia ganó un partido a Cerro Corá, pero luego perdió los puntos en una protesta por haber utilizado un jugador no registrado, esto hizo que Cerro Corá quedara empatado con Presidente Hayes en puntos, y por lo tanto este último tuviera derecho a disputar contra el mismo un desempate por un lugar en la liguilla final. No obstante, el club Presidente Hayes se mostró en desacuerdo y decidió no intervenir en un "desempate" o play-off y ceder el lugar a C. Corá, sin embargo, Cerro Porteño declaró que el reglamento no permite el abandono de partidos (walkovers), por lo que la participación de Cerro Corá en la liguilla sería ilegal.
Todo esto, llevó al Consejo Nacional de Deportes (instancia gubernamental) a investigar las irregularidades en la Liga (hoy A.P.F.), quien además de violar sus propias leyes respecto a la inscripción de jugadores, habría tenido un manejo poco claro de las ofertas de televisión y la venta de entradas para los últimos juegos de las eliminatorias para el Mundial de Selecciones EE. UU. 1994.
La FIFA amenazó con un fax que si la intervención del gobierno paraguayo a la Liga no terminaba el 13 de diciembre, suspendería al país de toda competencia internacional. La intervención se levantó horas antes del vencimiento del plazo, pero el campeonato no se reinició. Además, como resultado todos los funcionarios con altos cargos en la Liga Paraguaya de Fútbol renunciaron a sus cargos.
Finalmente por votación, los presidentes de clubes de la división decidieron otorgar el campeonato a Olimpia, quien se encontraba puntero y además era el único invicto luego de 26 partidos. Así mismo, se concedió el vicecampeonato a Cerro Porteño.
|                     |
| Olimpia 33.º título |

## Clasificación a copas internacionales
- Para la Copa Libertadores 1994 clasificaron dos: el campeón del Campeonato 1993 (Olimpia) y el ganador de un partido definitorio entre el subcampeón del Campeonato (Cerro Porteño) y el campeón del Torneo República 1993 (Cerro Corá):[2]

|  | Cerro Porteño | 3:1 | Cerro Corá |  |  |

|  | Cerro Corá | 1:1 | Cerro Porteño |  |  |

Tras ganar 4:2 en el marcador global, Cerro Porteño clasificó a la Copa Libertadores 1994.

## Descenso de categoría

### Puntaje acumulado
El puntaje acumulado de un equipo es la suma del obtenido en la primera y segunda fase del Campeonato 1993. Éste determinó, al final del Campeonato, el descenso a la segunda división del equipo que acabó en el último lugar de la tabla.
| Pos. | Equipos          | PJ | PG | PE | PP | GF | GC | Dif. | Pts. |
| ---- | ---------------- | -- | -- | -- | -- | -- | -- | ---- | ---- |
| 1.   | Olimpia          | 22 | 14 | 8  | 0  | 39 | 8  | 31   | 36   |
| 2.   | Cerro Porteño    | 22 | 11 | 7  | 4  | 26 | 11 | 15   | 29   |
| 3.   | Guaraní          | 22 | 9  | 7  | 6  | 27 | 26 | 1    | 25   |
| 4.   | Colegiales       | 22 | 8  | 7  | 7  | 26 | 23 | 3    | 23   |
| 5.   | Nacional         | 22 | 6  | 11 | 5  | 22 | 24 | -2   | 23   |
| 6.   | Cerro Corá       | 22 | 7  | 8  | 7  | 26 | 22 | 4    | 22   |
| 7.   | Sportivo Luqueño | 22 | 7  | 8  | 7  | 27 | 30 | -3   | 22   |
| 8.   | River Plate      | 22 | 9  | 2  | 11 | 18 | 20 | -2   | 20   |
| 9.   | Presidente Hayes | 22 | 9  | 2  | 11 | 27 | 30 | -3   | 20   |
| 10.  | Libertad         | 22 | 4  | 7  | 11 | 13 | 26 | -13  | 15   |
| 11.  | Sol de América   | 22 | 3  | 9  | 10 | 22 | 36 | -14  | 14   |
| 12.  | Sport Colombia   | 22 | 4  | 6  | 12 | 15 | 31 | -16  | 14   |

 Pos=Posición; PJ=Partidos jugados; PG=Partidos ganados; PE=Partidos empatados; PP=Partidos perdidos; GF=Goles a favor; GC=Goles en contra; Dif=Diferencia de goles; Pts=Puntos
1. ↑  Sol de América tuvo que haber tenido 15 puntos como puntaje acumulado, pero aparentemente, se le fue descontado un punto. Se desconoce el motivo.
2. 1 2  Sol de América y Sport Colombia empataron en la última posición en la tabla de puntajes acumulados, por lo que tuvieron que haber jugado un partido de desempate para determinar el último puesto (y el descenso). Sin embargo, tal partido no se jugó, debido a la intervención del Gobierno a la LPF.